# Alejandro IV de Macedonia
Alejandro IV de Macedonia (en griego: Aλέξανδρος Aιγός; 323-309 a. C.) fue el hijo de Alejandro Magno, que tuvo con su esposa Roxana,hija de Oxiartes   y  princesa de Bactria (después del ilegítimo Heracles, de su amante Barsine). Incluso antes de su nacimiento, ya fue causa de disensión entre el ejército macedonio a la muerte de su padre el 13 de junio de 323 a. C. Mientras los generales de Alejandro pensaban en proclamar como rey a Filipo Arrideo, medio hermano con discapacidad intelectual de Alejandro Magno, Pérdicas prefería esperar, con la esperanza de que Roxana diera a luz a un varón. Se llegó al acuerdo de que Pérdicas gobernaría como regente, y Filipo Arrideo reinaría pero no mandaría. Si Roxana traía al mundo un varón, este sería rey junto a su tío Filipo.
Alejandro IV nació en los últimos meses del año 323 a. C., o en los primeros del 322 a. C. en Babilonia. Con el asesinato de Pérdicas en 321 o 320 a. C., el viejo Antípatro se convirtió en el nuevo regente. Este se llevó consigo a Macedonia a Roxana y a los dos reyes, y persistió en su pretensión de gobernar todo el imperio de Alejandro Magno, dejando el control de Egipto y Asia a los sátrapas que ocupaban estas provincias. (ver: diádocos).
En 311 a. C. se firma una paz general entre Casandro, Antígono, Ptolomeo y Lisímaco. El tratado de paz reconocía los derechos de Alejandro IV, según los cuales cuando llegara a la mayoría de edad sucedería a Casandro en el trono de Macedonia y probablemente de todo el Imperio.
Pero en 309 a. C. acabaría la corta vida del hijo de Alejandro Magno. Casandro ordenó a Glaucias que lo asesinara y la orden se cumplió con el envenenamiento de Alejandro IV y su madre Roxana. De esta forma Casandro eliminaba el único obstáculo que impedía su dominio total sobre Macedonia y a la vez terminaba con el último representante de la dinastía argéada.

## Familia
Tras la muerte de Besos, Oxiartes dejó a su esposa e hijas en una fortaleza en Sogdiana, que se consideraba impenetrable. Cuando Alejandro se ofreció a rendirse, el guardia de la fortaleza se rio y le dijo que buscara soldados con alas, porque no temían a nadie más. Alejandro ofreció entonces un premio de veinte talentos al primero que llegara, con premios decrecientes para el segundo, el tercero, etc., hasta el último, que recibiría trescientos dáricos. A pesar de las dificultades, una tropa de trescientos escaladores consiguió subir a la montaña, perdiendo a treinta hombres cuyos cuerpos nunca se encontraron. Los hombres indicaron entonces a Alejandro que estaban dentro de la fortaleza, y este volvió a llamar a los bárbaros diciéndoles que se rindieran pronto, porque había encontrado a los hombres con alas. Los bárbaros, al darse cuenta de que había más hombres y de que estaban armados, entraron en pánico y se rindieron. Entre los capturados estaban las esposas e hijas de varios hombres importantes, incluida Roxana, hija de Oxiartes, considerada por los soldados la mujer más bella de Asia, después de la esposa de Darío III. Alejandro se enamoró de Roxana, no quiso tratarla como a una cautiva y no creyó que fuera deshonroso casarse con ella.

## Rey, junto con su tío y bajo el gobierno de Perdicas
Tras la muerte de Alejandro Magno, Meleagro  y la infantería apoyaron al medio hermano de Alejandro, Arrideo, mientras que Pérdicas, hijo de Orontes, principal comandante de la caballería, defendió que había que esperar al nacimiento del hijo de Alejandro con Roxana. Se llegó a un compromiso: Arrideo se convertiría en rey como Filipo (numerado por los historiadores modernos como Filipo III) y gobernaría conjuntamente con el hijo de Roxana, suponiendo que sería varón, lo que se confirmó, y se le dio el nombre de Alejandro. Pérdicas se convertiría en regente de todo el imperio y comandante de todas las tropas (quiliarca), con Meleagro como su lugarteniente. Sin embargo, poco después, Pérdicas hizo ejecutar a los jefes de la infantería en presencia de Arrideo, como si él lo hubiera ordenado; poco después, Meleagro fue asesinado. Después todos empezaron a desconfiar de Pérdicas, quien desconfiaba de todos.
Con la muerte del regente en 319 a. C. apareció una nueva crisis en el Imperio: Antípatro había elegido como su sucesor a su lugarteniente Poliperconte, relegando a su hijo Casandro. Este se rebeló contra el elegido de su padre, con Eumenes de Cardia y Eurídice II, la esposa de Filipo Arrideo, como aliados. Pero Poliperconte contaba con no menos importantes aliados, como Antígono I Monóftalmos, comandante supremo de las fuerzas macedonias en Asia, y Olimpia, madre de Alejandro Magno.
Cuando Casandro asumió en 317 a. C. el poder de Macedonia, Poliperconte fue forzado a huir al Peloponeso, dejando a Alejandro en manos de su abuela Olimpia que, para vengarse, hizo asesinar a Arrideo. Olimpia fue ejecutada poco después por orden de Casandro, que retuvo en su poder a Alejandro, encarcelado en Anfípolis bajo la supervisión de Glaucias.

## Rey único
En el 317 a. C., Filipo Arrideo y su esposa Eurídice fueron asesinados a instancias de Olimpia. Olimpia también asesinó a Nicanor y profanó la tumba de Yolas, ambos hermanos de Casandro, culpándoles de la muerte de su hijo Alejandro.
Cuando Casandro atacó, Olimpia se refugió en Pidna, llevándose al hijo de Alejandro, Roxana, a Tesalónica, hija de Filipo II, Deidamia, hermana de Pirro, las hijas de Átalo, cuñado de Pérdicas, y otros parientes de amigos de Olimpia.
Tras un largo asedio, Casandro, deseoso de reinar sobre todo el reino macedonio, se casó con Tesalónica y planeó eliminar a Roxana y a su hijo Alejandro, pero antes los puso como prisioneros en Anfípolis, bajo la guardia de Glaucias, uno de sus más fieles guardaespaldas.

## Asesinato
Cuando Alejandro creció, y los macedonios empezaron a quejarse de que ya era hora de que fuera liberado y pasara a reinar, en 311 o 312 a. C., Casandro dio instrucciones a Glaucias para que asesinara a Roxana y Alejandro y ocultara los cadáveres; tras la muerte del heredero, los distintos diádocos, Casandro, Lisímaco, Ptolomeo I Sóter y Antígono I Monóftalmos, liberados de la preocupación de tener un rey, asumieron, en sus satrapías, el poder real, como si se tratara de un reinado conquistado por la lanza.

## Titulatura faraónica
- Nombre de Horus: Horus Hunu userpehty
- Nombre de Nebty: Merynecheru redinefiautnitef
- Nombre de Hor-Nub: Heqa(nejet?) meta(r)dyeref

| Titulatura | Jeroglífico | Transliteración (transcripción) - traducción - (referencias) |

| N5 | A28 | F34 | M17 | Y5 · N35 | U21 · N35 |

| N5 | A28 | F34 | M17 | Y5 · N35 | U21 · N35 |

| N5 | A28 | F34 | M17 | Y5 · N35 | U21 · N35 |

| N5 | A28 | F34 | M17 | Y5 · N35 | U21 · N35 |

| N5 | A28 | F34 | M17 | Y5 · N35 | U21 · N35 |

| N5 | A28 | F34 | M17 | Y5 · N35 | U21 · N35 |

| N5 | A28 | F34 | M17 | Y5 · N35 | U21 · N35 |

| N5 | A28 | F34 | M17 | Y5 · N35 | U21 · N35 |

| N5 | A28 | F34 | M17 | Y5 · N35 | U21 · N35 |

| N5 | A28 | F34 | M17 | Y5 · N35 | U21 · N35 |

| N5 | A28 | F34 | M17 | Y5 · N35 | U21 · N35 |

| N5 | A28 | F34 | M17 | Y5 · N35 | U21 · N35 |

| N5 | A28 | F34 | M17 | Y5 · N35 | U21 · N35 |

| N5 | A28 | F34 | M17 | Y5 · N35 | U21 · N35 |

| N5 | A28 | F34 | M17 | Y5 · N35 | U21 · N35 |

| N5 | A28 | F34 | M17 | Y5 · N35 | U21 · N35 |

| M17 | E23 · V31 · O34 | M17 | N35 · D46 | D21 · O34 |

| M17 | E23 · V31 · O34 | M17 | N35 · D46 | D21 · O34 |

| M17 | E23 · V31 · O34 | M17 | N35 · D46 | D21 · O34 |

| M17 | E23 · V31 · O34 | M17 | N35 · D46 | D21 · O34 |

| M17 | E23 · V31 · O34 | M17 | N35 · D46 | D21 · O34 |

| M17 | E23 · V31 · O34 | M17 | N35 · D46 | D21 · O34 |

| M17 | E23 · V31 · O34 | M17 | N35 · D46 | D21 · O34 |

| M17 | E23 · V31 · O34 | M17 | N35 · D46 | D21 · O34 |

| M17 | E23 · V31 · O34 | M17 | N35 · D46 | D21 · O34 |

| M17 | E23 · V31 · O34 | M17 | N35 · D46 | D21 · O34 |

| M17 | E23 · V31 · O34 | M17 | N35 · D46 | D21 · O34 |

| M17 | E23 · V31 · O34 | M17 | N35 · D46 | D21 · O34 |

| M17 | E23 · V31 · O34 | M17 | N35 · D46 | D21 · O34 |

| M17 | E23 · V31 · O34 | M17 | N35 · D46 | D21 · O34 |

| M17 | E23 · V31 · O34 | M17 | N35 · D46 | D21 · O34 |

| M17 | E23 · V31 · O34 | M17 | N35 · D46 | D21 · O34 |